# Time (album)
Time je debitantski studijski album skupine Time. Album je izšel leta 1972 pri založbi Jugoton.
Album vsebuje epsko skladbo »Za koji život treba da se rodim«, jazz orientirano »Kralj alkohol«, »Istina mašina«, »Hegedupa upa« in balado »Pjesma No. 3«.
Time je bil leta 1998 uvrščen na 3. mesto lestvice najboljših jugoslovanskih rock in pop albumov v knjigi YU 100: najbolji albumi jugoslovenske rok i pop muzike.

## Seznam skladb
| A stran | A stran                      | A stran |
| Št.     | Naslov                       | Dolžina |
| ------- | ---------------------------- | ------- |
| 1.      | „Istina mašina‟ (Dado Topić) | 4:40    |
| 2.      | „Pjesma No. 3‟ (Dado Topić)  | 5:54    |
| 3.      | „Hegedupa upa‟ (Dado Topić)  | 5:15    |

| B stran | B stran                                                          | B stran |
| Št.     | Naslov                                                           | Dolžina |
| ------- | ---------------------------------------------------------------- | ------- |
| 1.      | „Kralj alkohol‟ (Alberto Krasnić/Dado Topić)                     | 6:53    |
| 2.      | „Za koji život treba da se rodim‟ (Dado Topić/arr. Vedran Božić) | 10:05   |

## Zasedba

### Time
- Dado Topić – vokal, akustična kitara (3), bas (3)
- Tihomir Pop Asanović – Hammond orgle
- Ratko Divjak – bobni, konge (3)
- Vedran Božić – kitara, vokal
- Mario Mavrin – bas kitara
- Brane Lambert Živković – klavir, flavta, el. klavir

### Gost
- Dabi Lukač – Moog, Mellotron (3)